# أرانيكو
أنيكو، أنيج أو أرانيكو (النيبالية: निकोरनिको، الصينية: 阿尼哥) (1245 - 1306) كان واحدا من الشخصيات الرئيسية في فنون نيبال، والتبت وأسرة يوان في الصين، والتبادلات الفنية في هذه المناطق. ولد في وادي كاتماندو نيبال، في عهد ابهايا مالا. وهو معروف لبناء ستوبا الأبيض في معبد مياوينغ في بكين. خلال عهد جايا بهيم ديف مالا، تم إرساله في مشروع لبناء ستوبا ذهبية في التبت، حيث بدأ أيضا في الرهبان. أرسل من التبت إلى شمال الصين للعمل في محكمة الإمبراطور المغولي قوبلاي خان، مؤسس سلالة يوان (1279-1368)، حيث جلب التقاليد الفنية عبر الهيمالايا للتأثير على الفن الصيني. بعد سنوات في الصين التي حكمها المغول، عاد إلى العلمانية وتزوج فتاة منغولية. تزوج من سبع نساء أخريات كان من بينهم 6 أبناء و8 بنات.